# Campionati del mondo di atletica leggera 2005 - Getto del peso femminile
La gara di getto del peso femminile ai Campionati del mondo di atletica leggera di Helsinki 2005 si è disputata nelle giornate del 12 agosto (qualificazioni) e 13 agosto (finale).

## Podio
| Posizione | Atleta          | Paese         |
| --------- | --------------- | ------------- |
| Oro       | Olga Ryabinkina | Russia        |
| Argento   | Valerie Vili    | Nuova Zelanda |
| Bronzo    | Nadine Kleinert | Germania      |

## Qualificazioni

### Gruppo A
| Posizione | Nome               | Nazione     | Tentativi | Tentativi | Tentativi | Misura (m) | Note |
| Posizione | Nome               | Nazione     | 1         | 2         | 3         | Misura (m) | Note |
| --------- | ------------------ | ----------- | --------- | --------- | --------- | ---------- | ---- |
| 1         | Yumileidi Cumbá    | Cuba        | X         | 18,94     | —         | 18,94 m    |      |
| 2         | Olga Ryabinkina    | Russia      | 17,65     | 18,72     | —         | 18,72 m    |      |
| 3         | Li Meiju           | Cina        | 17,30     | 17,31     | 18,35     | 18,35 m    |      |
| 4         | Assunta Legnante   | Italia      | 17,46     | 17,80     | 18,06     | 18,06 m    |      |
| 5         | Lieja Tunks        | Paesi Bassi | 17,75     | 17,62     | 17,87     | 17,87 m    |      |
| 6         | Olga Ivanova       | Russia      | X         | 17,21     | 17,80     | 17,80 m    |      |
| 7         | Petra Lammert      | Germania    | X         | 17,72     | 17,56     | 17,72 m    |      |
| 8         | Kristin Heaston    | Stati Uniti | 17,53     | X         | X         | 17,53 m    |      |
| 9         | Vivian Chukwuemeka | Nigeria     | X         | 17,50     | 17,35     | 17,50 m    |      |
| 10        | Elisângela Adriano | Brasile     | 15,86     | 16,18     | 16,94     | 16,94 m    |      |
| 11        | Cristiana Checchi  | Italia      | X         | 16,35     | 16,67     | 16,67 m    |      |
| 12        | Ana Po'uhila       | Tonga       | X         | 15,14     | X         | 15,14 m    |      |
| —         | Nadezhda Ostapchuk | Bielorussia | 19,65     | —         | —         | 19,65 m    | dq   |

### Gruppo B
| Posizione | Nome                  | Nazione           | Tentativi | Tentativi | Tentativi | Misura (m) | Note             |
| Posizione | Nome                  | Nazione           | 1         | 2         | 3         | Misura (m) | Note             |
| --------- | --------------------- | ----------------- | --------- | --------- | --------- | ---------- | ---------------- |
| 1         | Valerie Vili          | Nuova Zelanda     | 19,87     | —         | —         | 19,87 m    | Record oceaniano |
| 2         | Nadine Kleinert       | Germania          | 18,90     | —         | —         | 18,90 m    |                  |
| 3         | Natallia Kharaneka    | Bielorussia       | 18,83     | —         | —         | 18,83 m    |                  |
| 4         | Misleydis González    | Cuba              | 18,53     | —         | —         | 18,53 m    |                  |
| 5         | Christina Schwanitz   | Germania          | 17,82     | 18,17     | 18,35     | 18,35 m    |                  |
| 6         | Kimberly Barrett      | Giamaica          | 17,14     | 17,85     | 17,34     | 17,85 m    |                  |
| 7         | Chiara Rosa           | Italia            | 17,32     | X         | X         | 17,32 m    |                  |
| 8         | Cleopatra Borel-Brown | Trinidad e Tobago | 17,31     | X         | 16,96     | 17,31 m    |                  |
| 9         | Oksana Chibisova      | Russia            | 16,67     | 16,30     | 16,41     | 16,67 m    |                  |
| 10        | Lee Mi-Young          | Corea del Sud     | 16,18     | X         | 16,69     | 16,60 m    |                  |
| 11        | Yoko Toyonaga         | Giappone          | 16,51     | 15,96     | 16,24     | 16,51 m    |                  |
| 12        | Elizabeth Wanless     | Stati Uniti       | 16,50     | 15,98     | 15,73     | 16,50 m    |                  |
| —         | Svetlana Krivelyova   | Russia            | 19,28     | —         | —         | 19,28 m    | dq               |

## Finale
| Posizione | Nome                | Nazione       | Tentativi | Tentativi | Tentativi | Tentativi | Tentativi | Tentativi | Misura (m) | Note |
| Posizione | Nome                | Nazione       | 1         | 2         | 3         | 4         | 5         | 6         | Misura (m) | Note |
| --------- | ------------------- | ------------- | --------- | --------- | --------- | --------- | --------- | --------- | ---------- | ---- |
| 1         | Olga Ryabinkina     | Russia        | X         | 19,34     | 19,64     | X         | 19,06     | 18,76     | 19,64 m    |      |
| 2         | Valerie Vili        | Nuova Zelanda | X         | 18,23     | 19,62     | 19,33     | X         | 19,62     | 19,62 m    |      |
| 3         | Nadine Kleinert     | Germania      | X         | 17,92     | 18,70     | 18,87     | 19,07     | X         | 19,07 m    |      |
| 4         | Yumileidi Cumbá     | Cuba          | 18,37     | X         | X         | 18,57     | X         | 18,64     | 18,64 m    |      |
| 5         | Li Meiju            | Cina          | 17,51     | 18,20     | 18,35     | X         | 18,10     | X         | 18,35 m    |      |
| 6         | Natallia Khoroneko  | Bielorussia   | 16,91     | 17,85     | 18,25     | 18,02     | 18,34     | X         | 18,34 m    |      |
| 7         | Christina Schwanitz | Germania      | 17,55     | 18,02     | X         |           |           |           | 18,02 m    |      |
| 8         | Misleydis González  | Cuba          | 17,85     | 18,01     | 17,82     |           |           |           | 18,01 m    |      |
| 9         | Lieja Tunks         | Paesi Bassi   | 17,83     | 17,60     | X         |           |           |           | 17,83 m    |      |
| 10        | Assunta Legnante    | Italia        | X         | 16,99     | X         |           |           |           | 16,99 m    |      |
| —         | Nadezhda Ostapchuk  | Bielorussia   | 20,30     | 20,13     | X         | X         | 20,23     | 20,51     | 20,51 m    | dq   |
| —         | Svetlana Krivelyova | Russia        | 17,35     | 18,47     | 19,16     | 18,59     | 19,10     | 18,94     | 19,16 m    | dq   |